# Katerina Medvedeva
Katerina Medvedeva, auch Yekaterina Medvedeva oder Katja Medvedeva, geboren als Jekaterina Medwedewa, russisch Екатерина Медведева (* 22. Juni 1968 in Moskau) ist eine russische Schauspielerin, die seit 1994 in Deutschland lebt.

## Leben
Ausgebildet wurde sie an der Schtschukin-Theaterhochschule des Wachtangow-Theaters in Moskau in der Schauspielklasse Juri Ljubimow.
1994 ging sie von Moskau nach München, wo sie seit dem Jahr 2000 Kinofilme und Fernsehfilme dreht. 2002 zog sie nach Berlin, wo sie den Produzenten Mathias Schwerbrock heiratete. Dem deutschsprachigen Publikum wurde sie durch den im Jahr 2000 von Max Färberböck inszenierten Fernsehfilm Jenseits bekannt.

## Filmografie

### Fernsehen
- 2000: Jenseits (Fernsehfilm) – Rolle: Hauptrolle – Regie: Max Färberböck – Network Movie GmbH (ZDF)
- 2000: Liebe ohne Fahrschein (Fernsehfilm) – Regie: Erwin Keusch – Infa Film (ARD)
- 2001: Ein starkes Team – Verraten und verkauft (Reihe) – Regie: Johannes Grieser – Westdeutsche Universum Film (ZDF)
- 2002: Ich schenk dir einen Seitensprung (Fernsehfilm) – Regie: Domenikus Probst – Bavaria (ARD)
- 2002: Schimanski – Asyl (Reihe) – Regie: Edward Berger – Colonia Media (ARD)
- 2003–2001: Abschnitt 40 (Serie) – Regie: Andreas Senn, u. a. – Typhoon (RTL)
- 2003: Jetzt erst recht (Fernsehfilm) – Regie: Michael Kreihsl – Mrtv Filmproduktion (ORF)
- 2003: Tatort: Bienzle und der Feuerteufel (Reihe) – Regie: Arend Agthe – Maran Film (ARD)
- 2003: Unter Verdacht – Beste Freunde (Reihe) – Regie: Uwe Friessner – Pro GmbH (ZDF)
- 2004: Polizeiruf 110 – Dumm wie Brot (Reihe) – Regie: Kai Wessel – Allmedia Filmproduktion (ARD)
- 2004: Tatort: Bienzle und der steinerne Gast
- 2004: 21 Liebesbriefe (Fernsehfilm) – Regie: Nina Grosse – Moovie (ZDF)
- 2005: Bis in die Spitzen (Serie) – Regie: Erwin Keusch – ABC Studio (Sat.1)
- 2005: Kanzleramt – Bilderstreit (Serie) – Regie: Michael Wenninger – Cinecentrum (ZDF)
- 2006: Die Kinder der Flucht (Serie) – Regie: Hans-Christoph Blumenberg – Cinecentrum (ZDF)
- 2007: Notruf Hafenkante – Das brennende Brautkleid (Serie) – Regie: Bodo Schwarz – Studio Hamburg (ZDF)
- 2007: GSG 9 – Ihr Einsatz ist ihr Leben – Die Botschaft (Serie) – Regie: Jorgo Papavassiliou – Typhoon AG (Sat.1)
- 2007: Das Duo – Echte Kerle (Reihe) – Regie: Matthias Tiefenbacher – TV 60 Film (ZDF)
- 2007: Einsatz in Hamburg (Reihe) – Rolle: Episodenhauptrolle (Serie/Reihe) – Regie: Lars Jessen – Network Movie (ZDF)
- 2007: Gottes Alltag – Der schmale Grat (Pilot) – Rolle: Hauptrolle – Regie: Johannes Grieser – Saxonia Media (RTL)
- 2007: Lilys Geheimnis (Fernsehfilm) – Regie: Andreas Senn – Teamworx (ZDF)
- 2009: Der Alte – Dunkle Wahrheit (Reihe) – Regie: Hartmut Griesmayr – Neue Münchner Fernsehproduktion (ARD)
- 2009: Flemming – Das hohe Lied (Reihe) – Regie: Claudia Garde – Phoenix Film (ZDF)
- 2009: Küstenwache – Tödliche Übung (Serie) – Regie: Zbynek Cerven – Opal Film (ZDF)
- 2009: Tod in Istanbul (Fernsehfilm) – Regie: Matti Geschonneck – Network Movie (ZDF)
- 2010: Schnell ermittelt – Markus Brückner (Serie) – Regie: Michi Riebl – MR Film Wien (ORF)
- 2011: Polizeiruf 110: Die verlorene Tochter (Reihe) – Regie: Bernd Böhlich – Mafilm (ARD)
- 2011: Ein starkes Team – Eine Tote zuviel (Serie) – Regie: Maris Pfeiffer – UFA (ZDF)
- 2013: Die Spionin – Regie: Miguel Alexandre – Aspekt Telefilm, SK Film (ARD)
- 2017: Notruf Hafenkante – Matroschka (Serie) -  Letterbox für Studio Hamburg (ZDF)
- 2018: Der Taunuskrimi – Im Wald (Serie/Reihe)  -  Regie: Markus Rosenmüller – ALL-IN Production (ZDF)
- 2019: Tatort: Weiter, immer weiter
- 2020: Crews & Gangs (Serie) – Regie: Neco Çelik – Ninety-Minutes-Film
- 2020: Ziemlich russische Freunde (Fernsehfilm) – Regie: Esther Gronenborn
- 2023: Nichts, was uns passiert (Fernsehfilm) – Regie: Julia C. Kaiser
- 2023: Anna und ihr Untermieter: Wenn du träumst von der Liebe (Fernsehreihe) – Regie: Dagmar Seume

### Kino
- 1989: Wiedersehen in Samarra – Rolle: Hauptrolle – Regie: Nasim Abasov – Usbekfilm
- 1991: Gesegnetes Buchara – Rolle: Hauptrolle Ensemble – Regie: B. Sadykov – Tadjikfilm
- 1992: Ich bin schuldig – Rolle: Hauptrolle Ensemble – Regie: Yusup Razykov – Mosfilm
- 1994: Der Eiserne Vorhang – Regie: Sawa Kulish – Mosfilm
- 2001: Der Brief des Kosmonauten – Rolle: Hauptrolle Ensemble – Regie: Vladimir Torbica – Clasart Film
- 2003: Marseille – Regie: Angela Schanelec – Schramm Film
- 2007: Du bist nicht allein – Regie: Bernd Böhlich Ö-Filmproduktion
- 2007: Ohnmacht – Regie: Tobias Stille – BR
- 2009: Der Pelz (Kurzfilm) – Rolle: Hauptrolle Ensemble – Regie: Eva Thron – HFF Potsdam
- 2010: 37 Karteikarten zu Nabokov – Rolle: Hauptrolle Ensemble – Regie: Harald Bergmann
- 2011: Friends From France – Regie: Anne Weil, Philippe Kotlarski – Les Films du Poisson & Vandertastic
- 2013: Mein Engel (Kurzfilm) – Rolle: Hauptrolle Ensemble Regie: Mariam Bliese – DFFB Produktion
- 2015: Trauerweiden (Kurzfilm) – Rolle: Hauptrolle Ensemble, Regie: Natalia Sinelnikova – HFFF Potsdam
- 2015: Nina (Kurzfilm) – Rolle: Hauptrolle Regie: Alexandra Brodski – NFTS Produktion London
- 2015: Somnium (Stummfilm) im Rahmen der Gold Projections – Rolle: Hauptrolle Regie: Joseph Ramirez – BlueOrangeEast Productions

## Theater (Auswahl)
- 1994 PPP – Regie: Alex Novak – Theaterforum München
- 1994 Ensemblemitglied, Taganka-Theater Moskau